# Chimarra hienghene
Chimarra hienghene är en nattsländeart som beskrevs av Malicky 1981. Chimarra hienghene ingår i släktet Chimarra och familjen stengömmenattsländor. Inga underarter finns listade i Catalogue of Life.